# Kevin Staut
Kevin Staut (Le Chesnay, 15 de novembro de 1980) é um ginete de elite francês, especialista em saltos, campeão olímpico por equipes na Rio 2016.

## Carreira
Kevin Staut representou seu país nos Jogos Olímpicos de Verão de: 2012 e 2016.
Kevin Staut por equipes conquistou a medalha de ouro montando Rêveur de Hurtebise, com apenas três perdidos ao lado de Philippe Rozier, Roger-Yves Bost e Pénélope Leprevost